# Sarsamphiascus elongatus
Sarsamphiascus elongatus is een eenoogkreeftjessoort uit de familie van de Miraciidae. De wetenschappelijke naam van de soort is voor het eerst geldig gepubliceerd in 1972 door Itô.